# Пуйи-сюр-Сер
Пуйи-сюр-Сер (фр. Pouilly-sur-Serre) — коммуна во Франции, находится в регионе Пикардия. Департамент коммуны — Эна. Входит в состав кантона Марль. Округ коммуны — Лан.
Код INSEE коммуны — 02617.

## Население
Население коммуны на 2010 год составляло 524 человека.
| 1962 | 1968 | 1975 | 1982 | 1990 | 1999 | 2010 |
| ---- | ---- | ---- | ---- | ---- | ---- | ---- |
| 443  | 437  | 443  | 587  | 646  | 601  | 524  |

## Экономика
В 2010 году среди 342 человек трудоспособного возраста (15—64 лет) 256 были экономически активными, 86 — неактивными (показатель активности — 74,9 %, в 1999 году было 70,6 %). Из 256 активных жителей работали 212 человек (117 мужчин и 95 женщин), безработных были 44 (23 мужчины и 21 женщина). Среди 86 неактивных 35 человек были учениками или студентами, 31 — пенсионерами, 20 были неактивными по другим причинам.